# Sư tử Bắc Mỹ
Sư tử Bắc Mỹ (danh pháp hai phần: Panthera atrox) là một loài động vật đã tuyệt chủng thuộc Chi Báo. Đây là loài đặc hữu Bắc Mỹ và đông bắc Nam Mỹ trong thời kỳ Pleistocene và tồn tại khoảng 0,33 triệu năm. Nó đã được chứng minh thông qua phân tích gen là một phân loài chị em với sư tử hang Âu Á. Sư tử Bắc Mỹ là một trong những phân loài thuộc họ Mèo lớn nhất từng tồn tại, lớn hơn một chút so với sư tử hang nguyên thủy, P. leo fossilis và lớn hơn khoảng 25% so với sư tử châu Phi hiện đại.
Sư tử Bắc Mỹ là một động vật tuyệt chủng có nguồn gốc ở Bắc Mỹ và cũng sinh sống tại một phần Nam Mỹ như là một phần của Great American Interchange. Ước tính chiều dài đầu - cơ thể của sư tử Mỹ là 1,6-2,5 m (5 ft 3 in 8 ft 2 in) và nó cao 1,2 mét (4 ft) tới vai. Như vậy chúng nhỏ hơn so với đối thủ cạnh tranh con mồi đương thời của nó, Arctodus simus, loài ăn thịt lớn nhất của Bắc Mỹ vào thời điểm đó. Sư tử Bắc Mỹ không lớn như Smilodon, có cân nặng lên đến 360–470 kilôgam (790–1.040 lb). Sorkin (2008) ước tính cân nặng của sư tử Bắc Mỹ là 420 kilôgam (930 lb), nhưng ước tính mới cho thấy một trọng lượng chỉ hơn 351 kg (774 lbs.) cho mẫu vật lớn nhất và trọng lượng trung bình đối với con đực là 255.65 kg (563 lbs.).

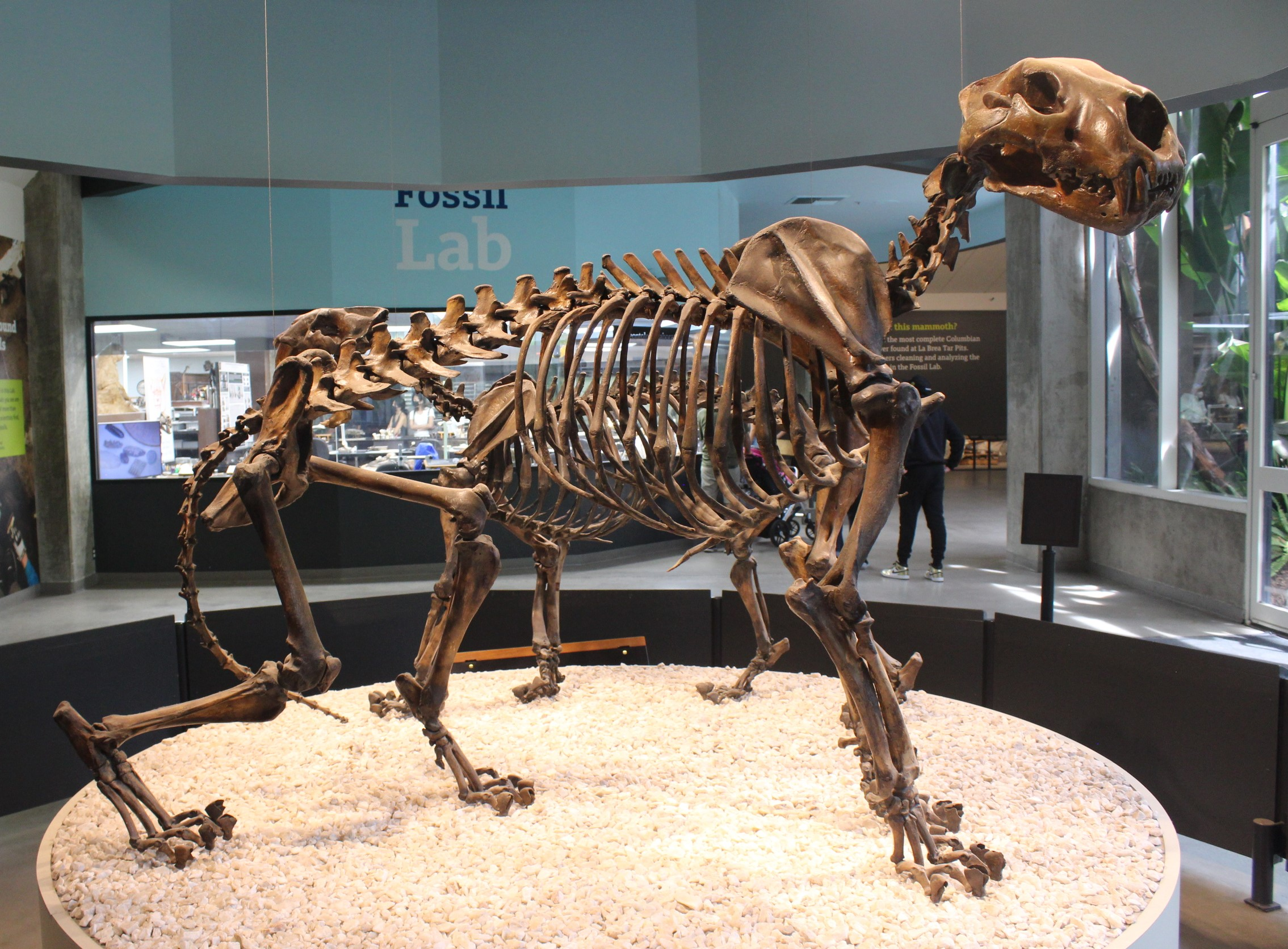

Khoảng 100 mẫu vật của các con sư tử Mỹ đã được thu thập từ La Brea Tar Pits, ở Los Angeles, do đó, cấu trúc cơ thể của chúng được biết đến. Các đặc điểm và răng của sư tử Bắc Mỹ giống như sư tử hiện đại, nhưng chúng lớn hơn đáng kể. Sư tử Bắc Mỹ đã từng được cho là phân loài sư tử lớn nhất.